# Erzsébet
Erzsébet là một thị trấn thuộc hạt Baranya, Hungary. Thị trấn này có diện tích 9,75 km², dân số năm 2010 là 319 người, mật độ 33 người/km².